# Oratoire Saint-Joseph d'Urbino
L'Oratoire Saint-Joseph (Oratorio di San Giuseppe) est un édifice catholique avec une série de deux petites chapelles, ou salles de prière, datant du XVIe siècle, situé Via Francesco Barocci 57, à Urbino, région des Marches en Italie.

## Histoire
L'oratoire a été construit de 1503 à 1515 pour une confrérie fondée en 1500 par le frère franciscain Gerolamo Recalchi de Vérone. La confrérie était sous le patronage de Guidobaldo Ier de Montefeltro et Elisabetta Gonzaga. L'oratoire a été rénové dans les années 1680, sous le patronage de la famille Albani d'Urbino. Parmi les anciens frères de la confrérie figurent des artistes de la famille des Viti, Urbani, Brandani et Roncalli.
L'oratoire possède un Presepe (crèche) (1545) de Federico Brandani et un bas-relief d'une Vierge à l'Enfant de Domenico Roselli, ainsi que des peintures de Carlo Roncalli, des sculptures de Saint Joseph de Giuseppe Lironi et une Vierge à l'Enfant (1730) de Maurizio Sparagnini (en).
Dans la sacristie, certains paysages ont été peints par Alessio De Marchis,.

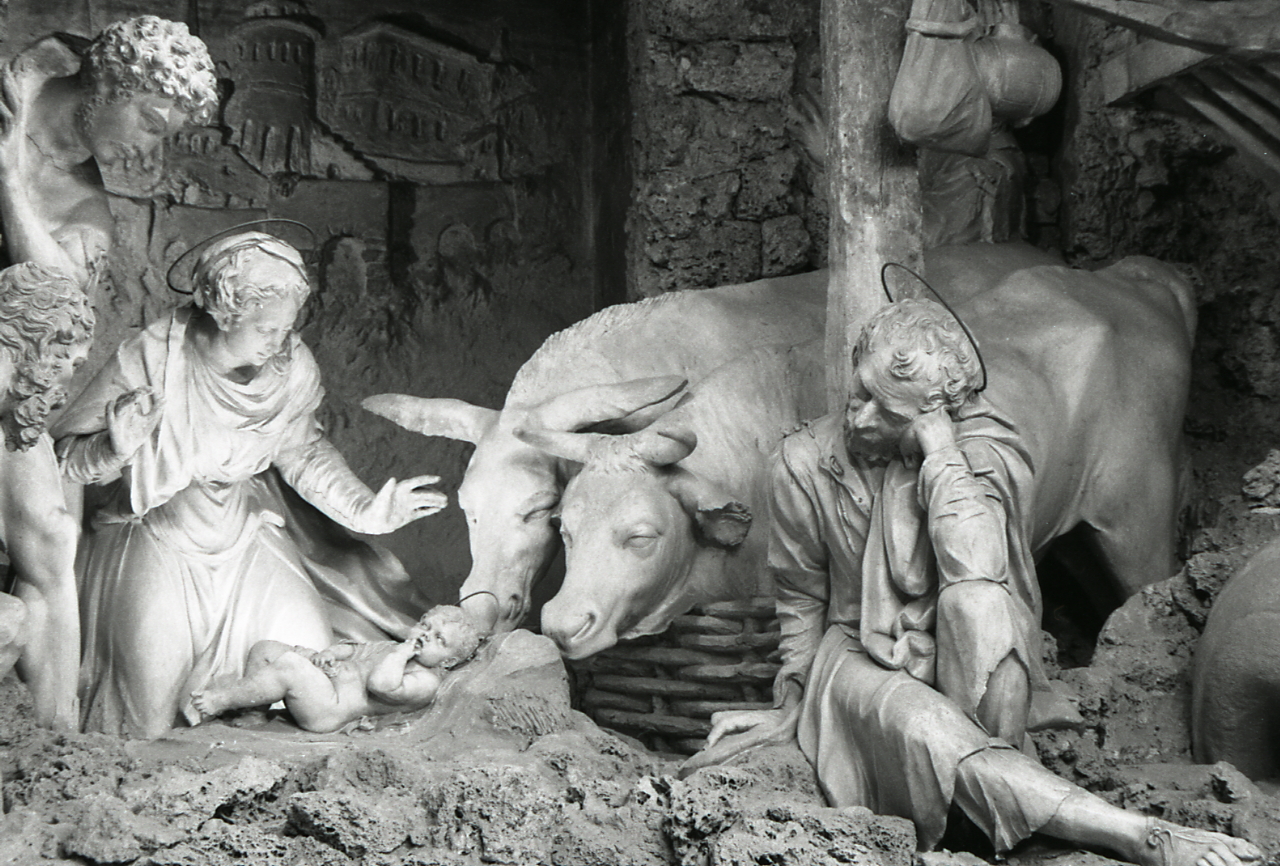
Le presepe (crèche) de Federico Brandani, photographie de Paolo Monti, 1975.